# Podkrzewin szary
Podkrzewin szary (Pholidoptera griseoaptera) – gatunek cieniolubnego owada prostoskrzydłego z rodziny pasikonikowatych (Tettigoniidae). Występuje w Europie. W Polsce jest spotykany na obszarze całego kraju, z wyjątkiem Sudetów Zachodnich, Kotliny Nowotarskiej i Tatr.
Samce zazwyczaj są czerwonobrązowe lub szaro-brązowe. Osiągają długość 13–15 mm, a samice 16–19 mm. Strona brzuszna jest zielonkawożółta. Jego skrzydła są uwstecznione, u samic łuskowate.
Powszechnie występuje wśród przydrożnych zarośli, na łąkach i polanach od lipca do października.

Samica składa jaja na jesień najczęściej do ziemi, niekiedy w łodygach roślin, zbutwiałym drewnie lub w liściach. Rozwój larw trwa do maja. Osobniki dojrzałe (imagines) pojawiają się w pełni lata.

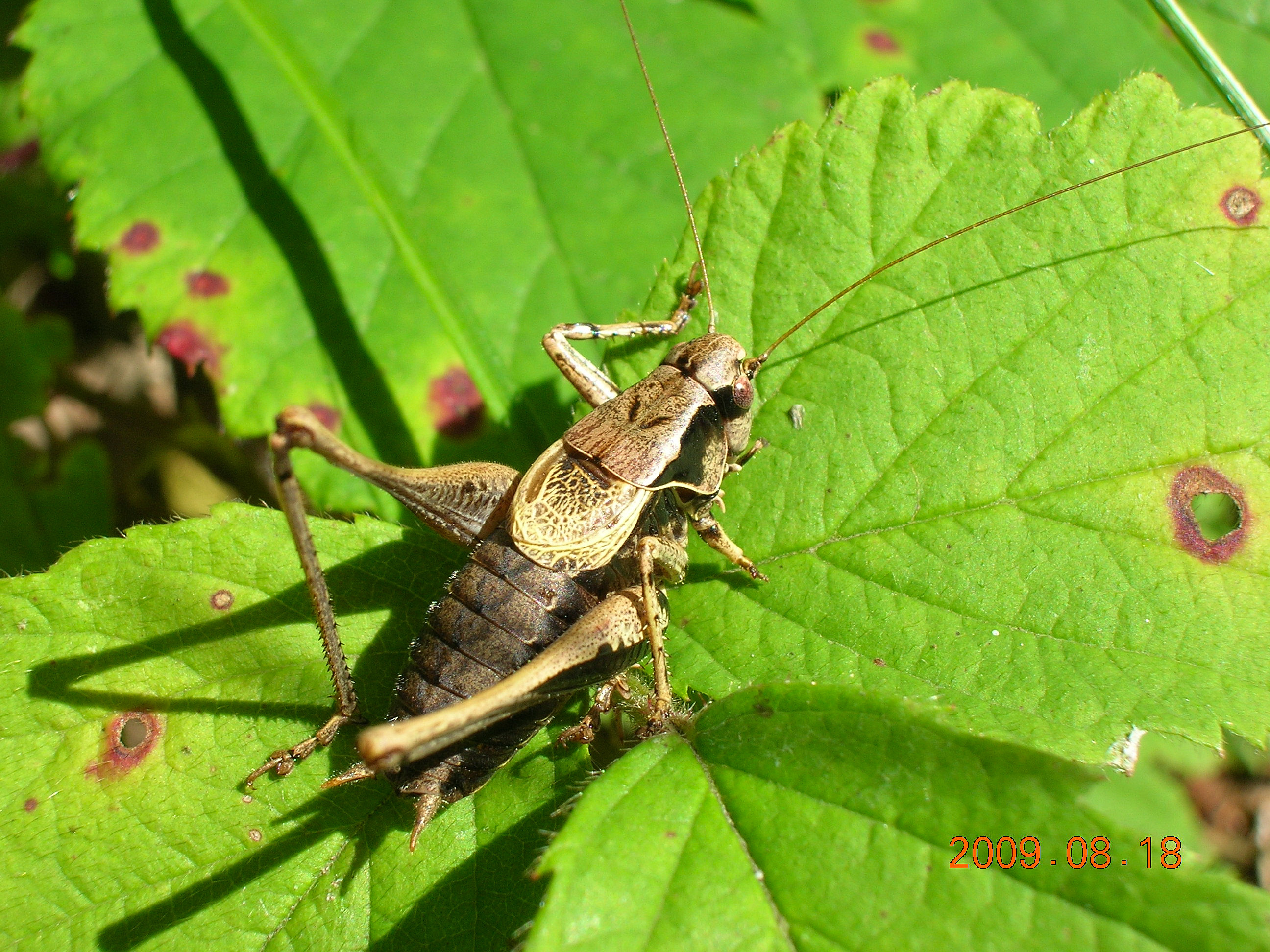
Osobnik dorosły na roślinie.